# Parmesan

Italienischer Parmigiano Reggiano („Parmesan“)

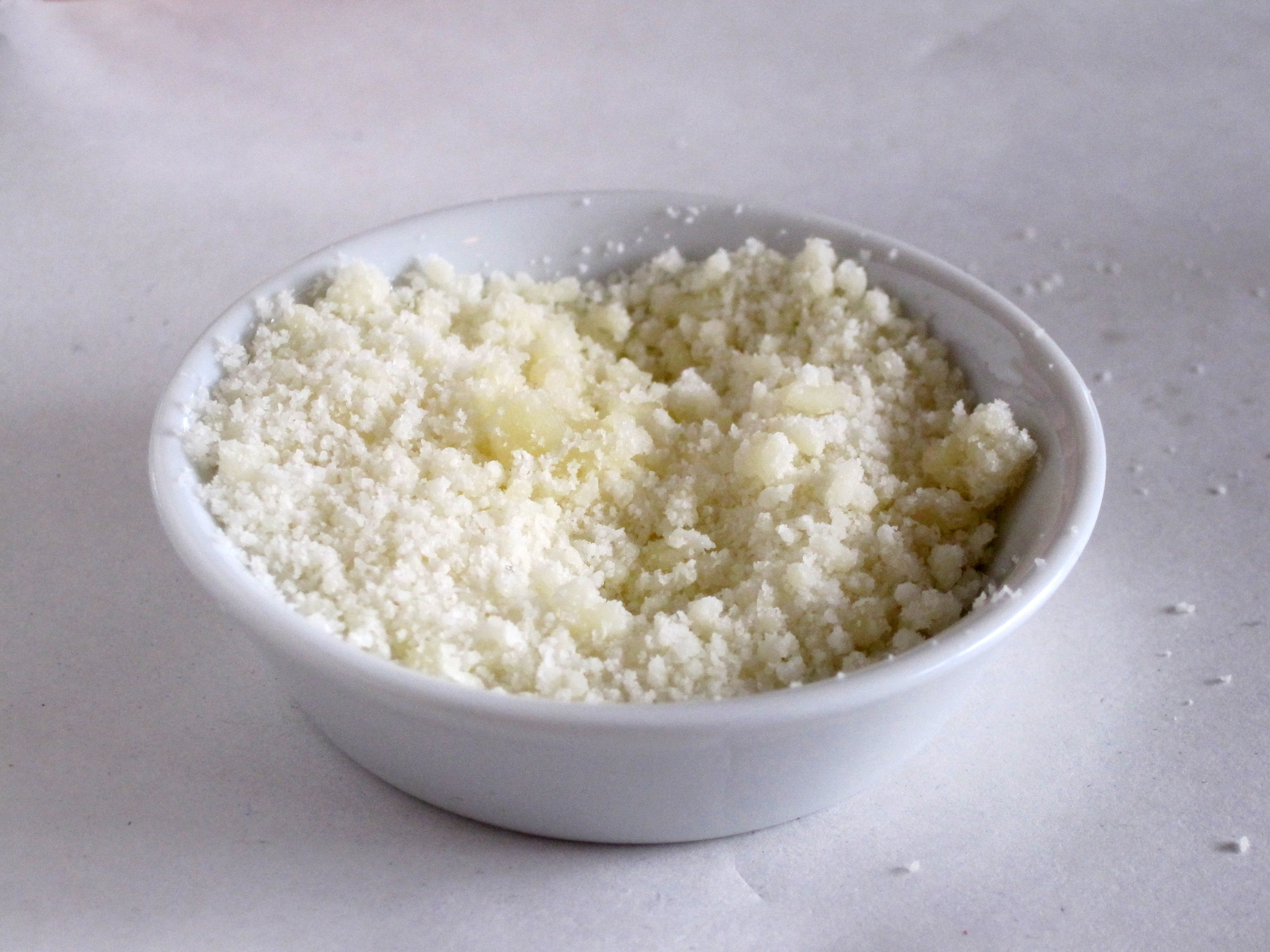
Geriebener Parmigiano

Der im deutschsprachigen Raum so bezeichnete Parmesan, umgangssprachlich auch Parmesankäse, ist ein Hartkäse aus Kuhmilch. Der namensgebende originale italienische Parmigiano Reggiano ist seit 1955 mit dem DOP-Siegel geschützt und seit 1996 EU-weit als Produkt mit geschützter Ursprungsbezeichnung ausgewiesen. Dieser Name ist seinerseits von der Stadt Parma sowie der sie umgebenden Region, d. h. der Po-Ebene abgeleitet und folgt damit einer über Jahrhunderte nachweisbaren Historie.
Daneben wird seit den 1930er Jahren im US-Bundesstaat Wisconsin Parmesan von italienischen Einwanderern nach der in dieser Zeit üblichen Produktionsmethode hergestellt. Dieser darf aber aufgrund seiner geografischen Herkunft in der Europäischen Union nicht mit diesem Namen verkauft werden. Beide haben mindestens 32 % Fett in der Trockenmasse.

## Geschichte

### Anfänge und Niedergang
Der Parmesan hat zwar eine sehr lange Geschichte, der heute so bezeichnete Parmigiano Reggiano ist jedoch erst in den 1960er Jahren in der heute international allgemein bekannten Form entstanden.
Historische Quellen belegen, dass er zwar einerseits in der Ursprungsregion seit mindestens 800 Jahren bis etwa um 1960 in nahezu unveränderter Form hergestellt wurde. So erwähnt und beschreibt beispielsweise Giovanni Boccaccio im 14. Jahrhundert den Parmigiano namentlich bereits in seinem berühmten Decamerone:

„… et eravi una montagna di formaggio Parmigiano grattugiato, sopra la quale stavan genti, che niuna altra cosa facevan, che fare maccheroni e ravioli.“

„… und es gab [dort] einen Berg von geriebenem Parmesankäse, auf welchem Leute standen, die nichts anderes taten, als Makkaroni und Ravioli zu machen.“

Im Simplicissimus von Grimmelshausen wird der Parmesan 1668 erwähnt: „… ich lehrete seine Kostgänger, wie sie die versalzene Butter wässern und dadurch das überflüssige Salz herausziehen, die harten Käs aber, wie die Parmesaner, schaben und mit Wein anfeuchten sollten.“ Gleichwohl ist damit nicht beschrieben, wie dieser beschaffen war, welche Menge hergestellt wurde und wie weit er über Parma hinaus verbreitet war.:S. 125
Nach den Forschungen des Historikers Alberto Grandi gab es beginnend mit einem Niedergang ab den ersten Jahrzehnten des 17. Jahrhunderts schließlich ab der Mitte des 18. Jahrhunderts einen Geschichtsabschnitt von etwa weiteren 150 Jahren, in dem dieser Käse und seine Bezeichnung praktisch nicht existierte.:S. 127 Die Behauptung des Giacomo Casanova in seinen Memoiren Histoire de ma vie, dass „dieser vortreffliche Käse […] aus Lodi und nicht aus Parma“ stamme, ist insofern historisch begründet (und zutreffend wiedergegeben). Grandi beschreibt dies, dass nicht nur sehr wenig Käse in Parma und Umgebung produziert wurde, sondern eher der Lodigiano und mehr noch der Käse aus Piacenza die Qualität der Käse dieser Region begründeten.:S. 126

### Neubeginn 1892 und Entwicklung bis heute
Die Geschichte zum „Ist-Zustand“ des heutigen Parmigiano Reggiano umfasst seit Ende des 19. Jahrhunderts drei Phasen:
1. Nach dem Niedergang der Milchproduktion und der Viehwirtschaft in der Po-Ebene (Käse aus Lodi und Piacenza hatten längst die Stellung des „Parmesans“ eingenommen) beginnt eine Renaissance des Parmesans vor allem ab 1892 mit der Gründung des landwirtschaftlichen Bildungsinstituts der cattedra ambulante di agrocultura in Parma. Noch vor dem Ersten Weltkrieg schafft diese eine völlige Neuorientierung der Landwirtschaft in der Po-Ebene (Rinderrassen, Milchwirtschaft, Käserei, Molkerei-Genossenschaften usw.).[3]:S. 127 Grandi verweist auch darauf, dass der Parmesan des 20. Jahrhunderts schon dadurch ein völlig anderer wurde, als der des 18. und 19. Jahrhunderts. Die mittelalterlichen Laibe wogen selten mehr als 10 Kilogramm (im Durchschnitt waren es sieben Kilogramm), der Käse war weicher und fetter, wenn auch noch zum Reiben geeignet.[3]:S. 128
2. In den 1920er Jahren bekam der Käse die endgültige Bezeichnung Parmigiano Reggiano und 1938 wurde das erste Konsortium zu dessen Schutz gegründet.[3]:S. 128 Die Konsistenz des Käses (relativ weich und fett, und zum Reiben geeignet) wurde bis nach dem Zweiten Weltkrieg beibehalten, wenngleich die Käselaibe nach dem Ersten Weltkrieg nunmehr etwa 20 Kilogramm wogen. Dazu kam, dass sie zur Konservierung mit einer speziellen Mischung aus Öl und Asche bedeckt wurden, das Rad hatte also eine komplett schwarze Rinde.[3]:S. 128–130
3. In den 1960er Jahren geschah eine völlige „Neuformulierung“ des Parmigiano Reggiano in Italien: Der „alte Laib“, der unter einer „Öl-Asche-Schicht“ konserviert wurde, wurde in Italien abgeschafft. Die Größe der Laibe nahm zu (für gewöhnlich nunmehr 40 Kilogramm). Die Eigenschaften wurden akzentuiert, die ihn nunmehr auch zum Kochen geeignet machten und die Konservierung wurde geändert (die Laibe sind seither von einem dunkleren Gelb).[3]:S. 131

### Historischer Nebenstrang: „Parmesan“ in den USA
Zu dieser historischen Entwicklung in Italien gibt es nach Grandi eine Art „historischen Nebenstrang“ in den USA, und zwar in dem für seine Milchwirtschaft bekannten Bundesstaat Wisconsin:
In diesem Bundesstaat hatten in den 1930er Jahren italienische Auswanderer mehrere Käsereien mit italienischen, für die Po-Ebene typischen Namen gegründet, die dort die Produktion des Parmesans nach der damals üblichen Produktionsmethode (also Konservierung mit der „Öl-Asche-Schicht“ und dem typischen schwarzen Rad) aufnahmen. Dieser Parmesan wurde zum wirtschaftlichen Erfolg - und ist es bis heute: Während bis in die 1960er Jahre die Entwicklung in Italien und in Wisconsin parallel verliefen, sind sie seitdem getrennt: Der dortige (und auch so bezeichnete) Parmesan wird historisch bedingt noch immer, wie bis in die 1930er Jahre in Italien üblich, hergestellt und behauptet sich auf dem amerikanischen Markt neben dem italienischen Parmigiano Reggiano.:S. 130–131
Grandi kommentiert lakonisch: „Und der amerikanische Parmesan? Der arme Kerl ist ein hässliches Entlein, das zu Beginn genauso war, wie seine Geschwister, doch dann haben die sich geändert und er nicht. Er behielt seinen alten Geschmack … Doch wer wissen will, wie der Parmesan von früher schmeckt, muss nach Wisconsin reisen und nicht nach Parma.“:S. 132

## Herstellung des „Parmigiano Reggiano“

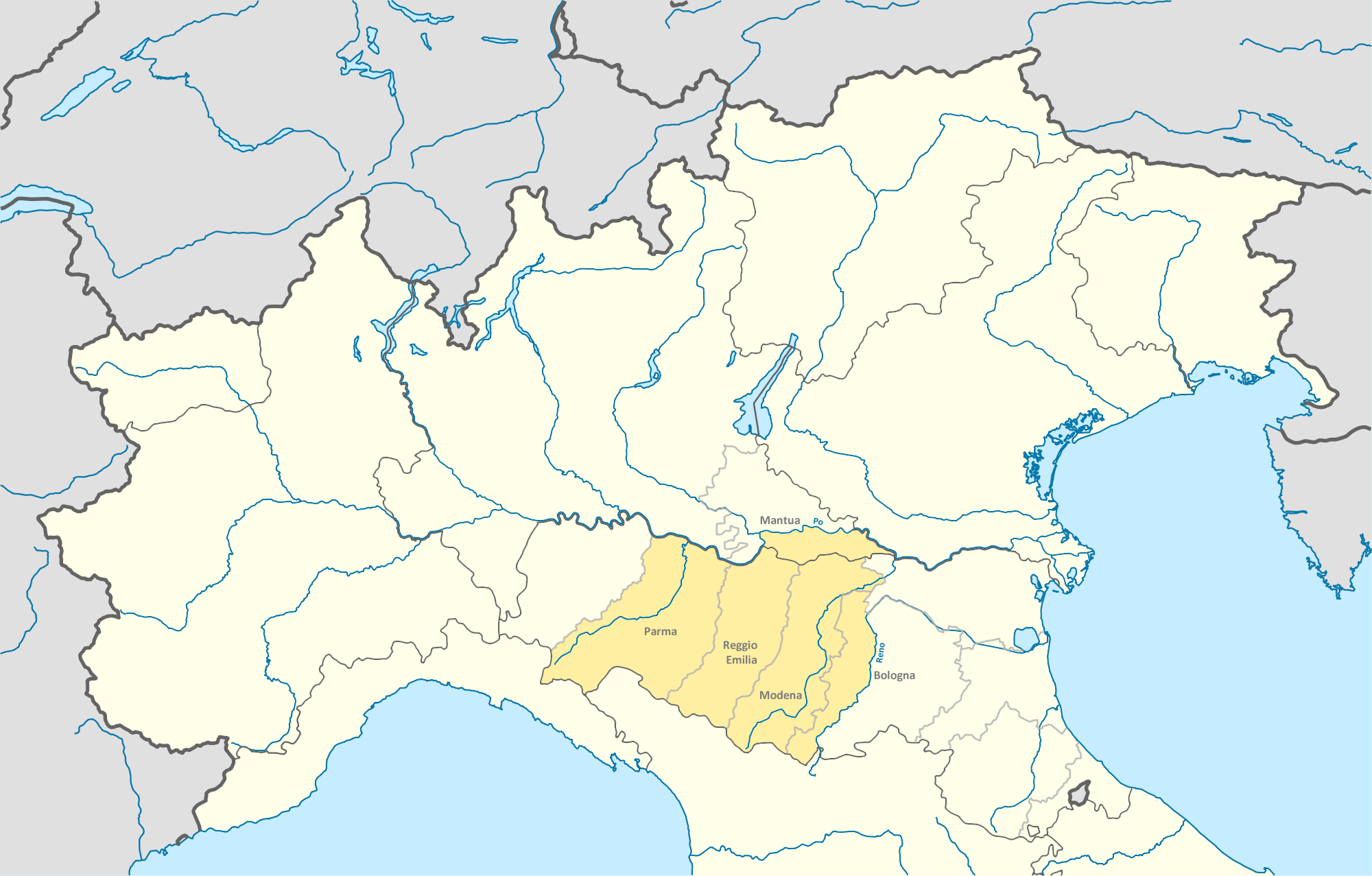
Zugelassene italienische Produktionszone für „Parmesankäse“

Parmigiano Reggiano darf laut den DOP-Vorschriften nur in den Provinzen Parma, Reggio Emilia, Modena, Bologna westlich des Reno sowie Mantua südlich des Po produziert werden. Die Herstellung wird durch das Consorzio del Formaggio Parmigiano Reggiano überwacht, dem im Jahr 2018 in den fünf zugelassenen Provinzen 330 Molkereien mit 2820 Milchproduzenten angeschlossen waren, die zusammen 3,7 Millionen Laibe dieses Käses produzierten. Das ergibt bei einem Durchschnittsgewicht von 39,9 kg pro Laib an die 147.630 t, wovon 54.360 t in den Export gingen.

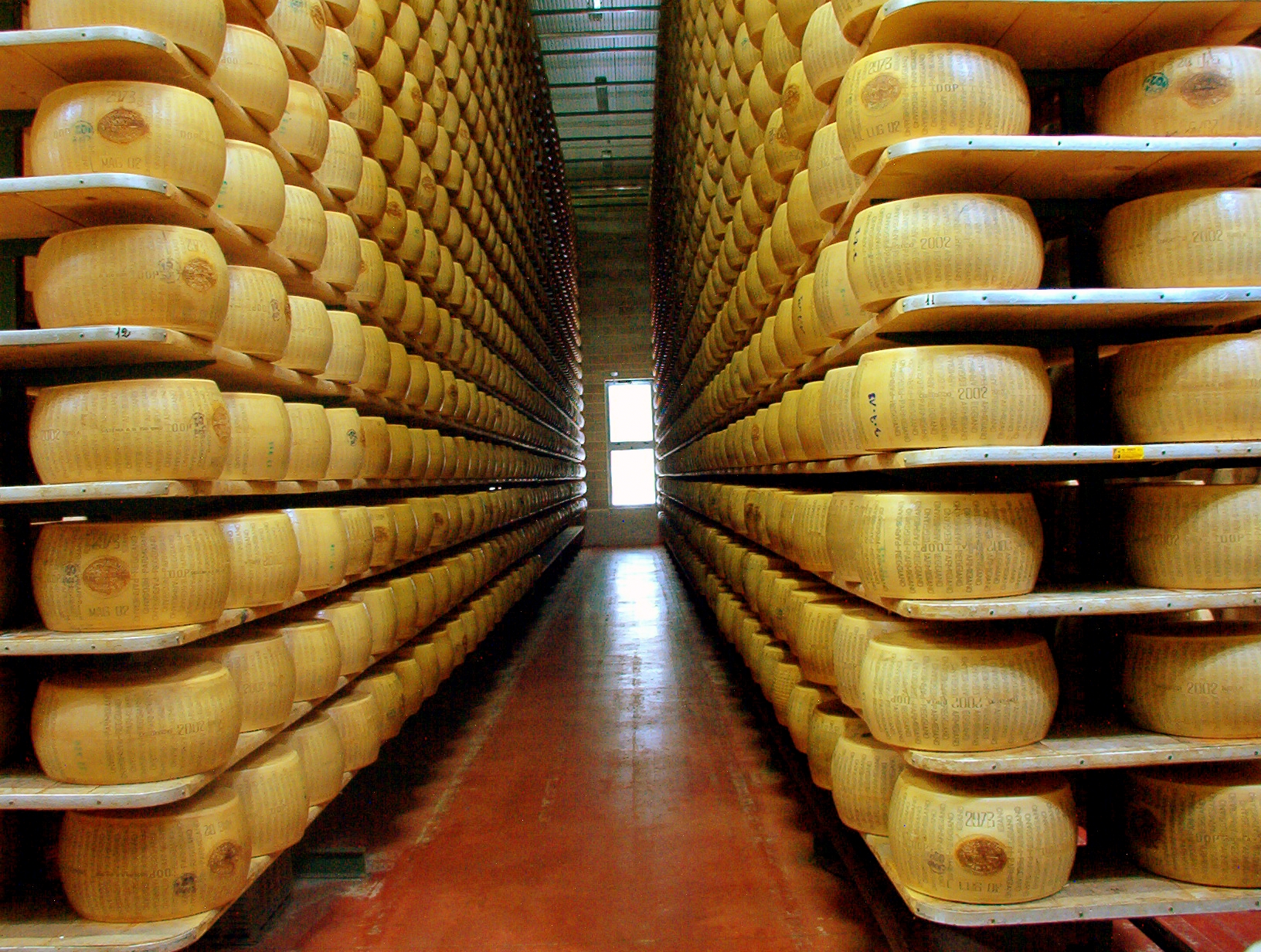
Lagerraum eines Parmigiano-Produzenten in Modena

Für ein Kilogramm Käse werden etwa 13,5 Liter Milch benötigt – ein Laib Parmigiano Reggiano benötigt demzufolge etwa 520 Liter Milch. Die unbehandelte, silagefrei erzeugte Rohmilch wird innerhalb von zwei Stunden nach dem Melken in die Käserei gebracht. Die Milch des abendlichen Melkgangs ruht in der Käserei bis zum Morgen in niedrigen, großen Kupferkesseln, wobei sie auf natürliche Weise aufrahmt. Am folgenden Morgen wird die Rahmschicht abgeschöpft und die so erhaltene teilentrahmte Milch mit der Vollmilch des morgendlichen Melkens vermischt und danach in kegelstumpfförmigen Kupferkesseln behutsam angewärmt sowie Milchferment vom Käseprozess des Vortags hinzugefügt. Anschließend wird durch Zugabe von Kälberlab die Gerinnung eingeleitet. Mit einer großen, spino genannten Käseharfe wird aus der geronnenen Milch (sogenannte Dickete) der Bruch erzeugt: Das ausgefallene Kasein beginnt sich von der Molke zu trennen und wird mit ihr zu einem feinen Granulat zerteilt. Der Bruch wird unter sehr sorgfältiger Kontrolle weiter erwärmt, wodurch die Trennung von Kasein und Molke fortschreitet.
Nach dem Beenden der Erwärmung sinkt das Käsegranulat auf den Boden des Kessels, aus dem es in großen Tüchern herausgehoben wird, wobei die überschüssige Molke abtropft; diese wird als Futtermittel zur Schweinemast (siehe hierzu insbesondere Parmaschinken) genutzt. Die durch diesen Prozess herausgehobene Käsemasse ruht nun zwei bis drei Tage in runden, fascere genannten, Formen. Danach werden die so entstandenen runden Laibe während eines dreiwöchigen Zeitraums wiederholt in eine Salzlake getaucht. Hierbei nimmt der Käse die für Geschmack und lange Lagerfähigkeit nötige Salzmenge auf. Danach wird der Käse zur Reife in klimatisierte Lagerräume oder Keller verbracht, wo er mindestens zwölf Monate, normalerweise aber zwei Jahre und länger, lagert. Während der gesamten Reifezeit müssen die Laibe (Räder genannt) gepflegt, immer wieder gewendet, gesäubert und überprüft werden.
Nach der einjährigen Mindestreifezeit wird jeder einzelne Käselaib von Experten einer Prüfung unterzogen: Da sich für einen qualitativ einwandfreien Käse bei der Reifung im Teig keine Löcher bilden dürfen, wird dies durch den Geruch und den Klang beim Abklopfen sensorisch beurteilt. Die dabei festgestellte Fehlproduktion wird größtenteils als namenloser Reibekäse verkauft, ein kleinerer Teil wird innerhalb Italiens unter der Bezeichnung retinato gehandelt. Nur einwandfreie Laibe werden entnommen oder verbleiben weitere Monate im Reifeprozess und dürfen nach dessen Abschluss mit Siegel des Konsortiums als Parmigiano Reggiano in den Handel gelangen.

## Nährwert und Inhaltsstoffe
100 Gramm des Parmegiano Reggiano (im umgangssprachlich-deutschen Sprachgebrauch: Parmesan) (45 % Fett i. Tr.) hat einen Physiologischen Brennwert von 1655 Kilojoule (396 kcal) und enthält u. a. folgende Stoffe:
| Bestandteile    | Anteil |
| --------------- | ------ |
| Wasser          | 35 g   |
| Eiweiß          | 31 g   |
| Fett            | 31 g   |
| Kohlenhydrate 1 | 0 g    |
| Ballaststoffe   | 0 g    |
| Kochsalz        | 2,13 g |

| Mineralstoffe | Anteil   |
| ------------- | -------- |
| Natrium       | 840 mg 2 |
| Kalium        | 175 mg   |
| Magnesium     | 45 mg    |
| Calcium       | 1175 mg  |
| Eisen         | 0,4 mg   |
| Zink          | 5,9 mg   |
| Phosphor      | 870 mg   |

| Vitamine            | Anteil   |
| ------------------- | -------- |
| Vitamin A (Retinol) | 380 µg 3 |
| Carotin             | 210 µg   |
| Vitamin E           | 1.000 µg |
| Vitamin B1          | 30 µg    |
| Vitamin B2          | 300 µg   |
| Vitamin B6          | 70 µg    |
| Folsäure            | 20 µg    |
| Vitamin B12         | 2,0 µg   |
| Vitamin C           | 0 µg     |

| Lipide                   | Anteil |
| ------------------------ | ------ |
| gesättigte Fettsäuren    | 20,7 g |
| einfach ungesättigte FS  | 6,2 g  |
| mehrfach ungesättigte FS | 1,2 g  |
| Cholesterin              | 82 mg  |

## Verwendung

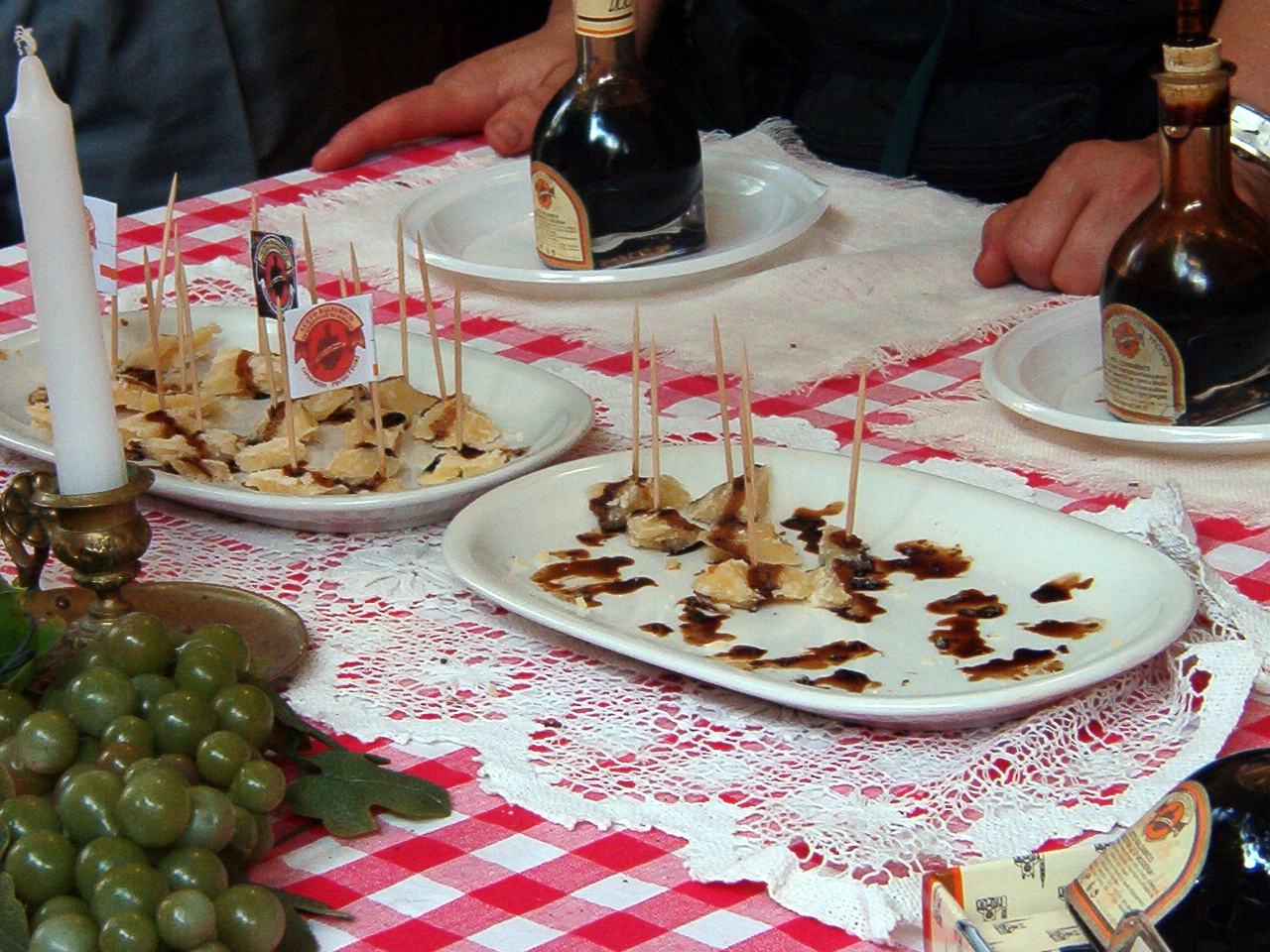
Parmesan mit Aceto balsamico

Es gibt Kochbücher, die sich nur mit der Parmesanküche beschäftigen. Außer der Reifedauer beeinflusst vor allem die Jahreszeit, in der die verwendete Milch gewonnen wurde, den Geschmack des Parmesans. Parmigiano Reggiano ist vor allem als würziger Reibekäse in italienischen Pasta- und Pesto-Gerichten bekannt. Zudem wird er bisweilen in dünnen Blättchen über gedünstetes oder gekochtes Gemüse wie Spargel oder Fenchel gehobelt. Er wird auch pur, in Stückchen gebrochen und mit Honig bestrichen oder mit etwas Aceto balsamico verzehrt. Der Käse sollte mit einem speziellen kurzen, mandelförmigen Parmesanmesser angeritzt und gebrochen werden, damit die gewachsene Struktur erhalten bleibt. Geruch und Geschmack werden als fruchtig-süß, nussig und würzig beschrieben.

## Varianten des „Parmigiano Reggiano“

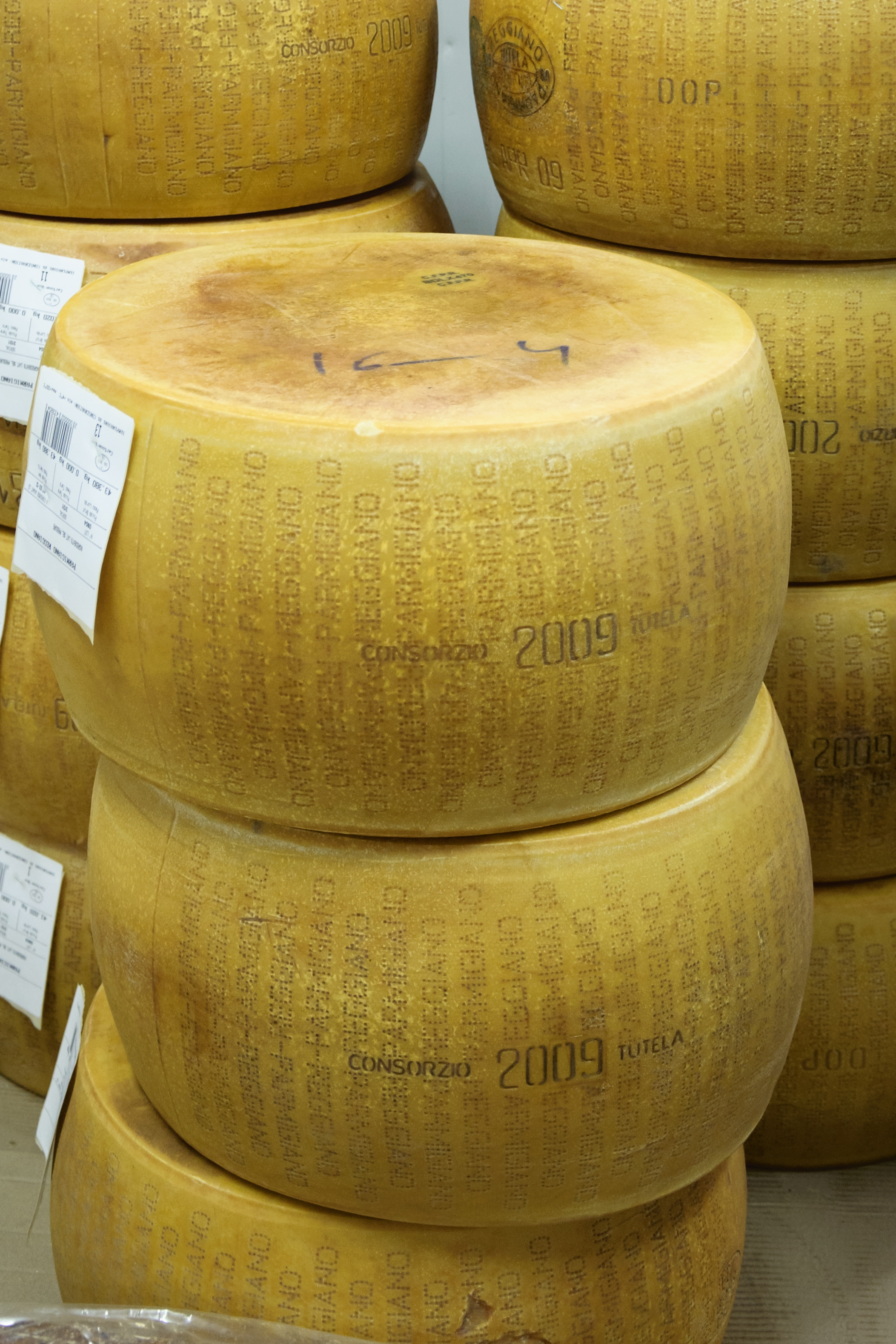
Laibe von Parmigiano Reggiano

### Altersklassen
Es gibt verschiedene Altersklassen:
- 12 Monate = nuovo
- 24 Monate = vecchio
- 36 Monate = stravecchio
- 48 Monate = stravecchione
- 72 Monate = extra stravecchione

72 Monate gereifter Parmigiano Reggiano extra stravecchione gelangt nur äußerst selten in den Handel, da nur sehr wenige Erzeuger ihren Käse sechs Jahre reifen lassen. Ausnahme ist die „Parmesan-Bank“, in der seit Jahrzehnten fertige Parmesan-Laibe weiter reifen und quasi das „Kapital“ der Bank bilden.

### Ursprungsbezeichnung in Europa
Da nach einer früher verbreiteten Meinung nur der Name Parmigiano Reggiano geschützt gewesen sein soll, wurden vereinzelt auch andere Hartkäse von sehr verschiedener Qualität als Parmesan oder unter ähnlichen Namen gehandelt. Nach der Entscheidung des Europäischen Gerichtshofs in der Rechtssache C-132/05 steht seit 2005 fest, dass die Bezeichnung „Parmesan“ als Übersetzung oder Anspielung trotzdem unter die Ursprungsbezeichnung falle und daher ebenfalls dem originalen Parmigiano vorbehalten bleibe.
Der Schutz der Bezeichnung ist folgend durch Art. 13 der VO 510/2006 sehr weitgehend ausgestaltet worden. Auch zahlreiche andere ähnliche Bezeichnungen und Anspielungen auf die Begriffe Parmigiano oder Parmesan sind inzwischen von deutschen Gerichten untersagt worden. Auch in dem Halbfertiggericht Mirácoli war ein Trockenkäse namens Parmesello (er hieß später: Pamesello) mit einer solchen Anspielung enthalten. In einer rechtskräftigen Entscheidung gegen einen Allgäuer Käsehersteller hat der 5. Zivilsenat des Kammergerichts Berlin auch die Verpflichtung zum Schadensersatz für Vertriebshandlungen mit Käse ähnlicher Bezeichnungen festgestellt (Urteil vom 15. Juni 2010, Az. 5 U 97/08).

### Ursprungsbezeichnung weltweit
Die europäischen Entscheidungen erstrecken sich allerdings nicht auf die Verwendung des (englisch eingeführten) Begriffes Parmesan in den USA (wie auch weltweit), wie Grandi schreibt, „ein italienisches Ärgernis“. Die vor allem in Wisconsin hergestellten Käse mit dieser Bezeichnung bezögen sich auf die Herstellungsmethode der 1930er-Jahre,:S. 131 sind also diesbezüglich ohnehin ausgenommen.

## Kurioses
Das Parmigiano-Reggiano-Konsortium entschied 2022, einen Mikrochip in die Rinde von 100.000 Käsen einzubetten, um weitverbreiteten Fälschungen des Käses entgegenzuwirken. Sollte sich die Technologie bewähren, so soll sie in Zukunft in alle Parmesan-Käserinden eingebettet werden. Ein Ergebnis dieses Versuches ist nicht bekannt.